# 1868 aux États-Unis
Pour des articles plus généraux, voir Chronologie des États-Unis et 1868.
Chronologie des États-Unis
- 1864
- 1865
- 1866
- 1867
- 1868
- 1869
- 1870
- 1871
- 1872

Cette page concerne des événements d'actualité qui se sont produits durant l'année 1868 du calendrier grégorien aux États-Unis.

## Gouvernement
- Président : Andrew Johnson Démocrate
- Vice-président :  vacant
- Secrétaire d'État : William Henry Seward
- Chambre des représentants - Président : Schuyler Colfax Républicain

## Événements

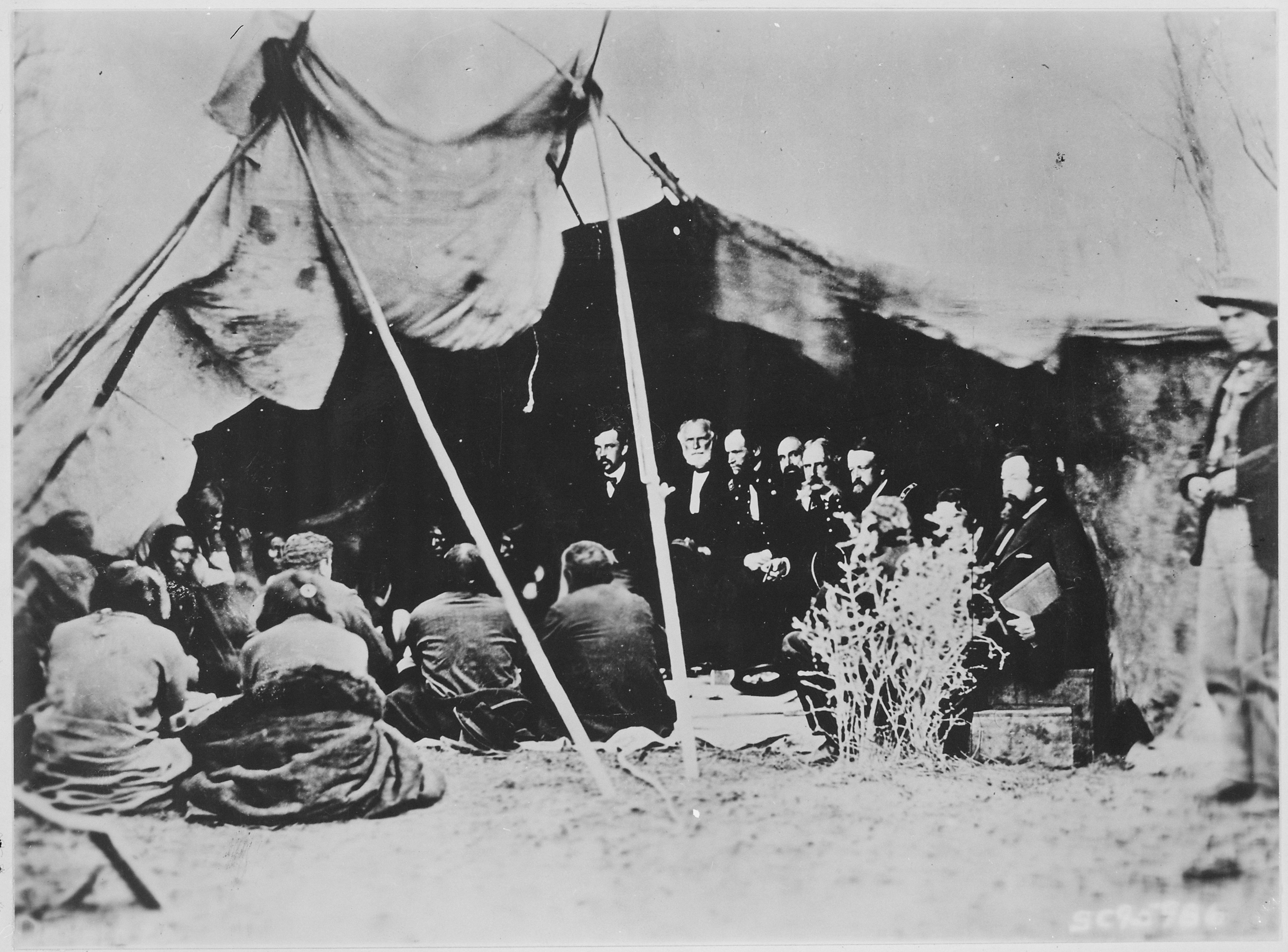
6 avril : traité de Fort Laramie

- 9 janvier :John William De Forest, écrivant pour The Nation, appelle à une littérature plus spécifiquement américaine ; le titre de l'essai: Grand roman américain, ce qui est la première utilisation connue du terme.
- 16 février : À New York, l'organisation Jolly Corks est renommée Benevolent and Protective Order of Elks.
- 16 mai : l’impeachment de Andrew Johnson est repoussé à une voix près.
- 30 mai : Memorial Day créé par les États nordistes pour célébrer les Américains morts pour leur patrie, il est célébré au Sud un autre jour.
- 9 juillet : ratification du 14e amendement, restreignant les droits des États : droit civiques aux Noirs, interdiction de tout rôle politique aux anciens rebelles. Les dettes de la Confédération ne sont pas reconnues.
- 28 juillet : traité de Burlingame garantissant la libre immigration des Chinois aux États-Unis[1].
- Été : sept anciens États confédérés sont réintégrés dans l’Union.
- 17–25 septembre : victoire de l'armée fédérale sur les Arapahos, les Cheyennes et les Lakotas à la bataille de Beecher Island, dans le Colorado ; le chef Roman Nose est tué[2].⋅
- 20 octobre : l'Union républicaine de langue française, est fondée à Saint-Louis. Cette organisation, qui défend les aspirations des ouvriers et des Noirs, reçoit le soutien de Victor Hugo, Jules Ferry, etc[3].
- 3 novembre : élection de Ulysses S. Grant (R), général qui s'était illustré durant la Guerre de Sécession, comme président des États-Unis[4]. Le président sortant Andrew Johnson met à profit la fin de son mandat pour proclamer l’amnistie générale des rebelles, y compris de Jefferson Davis.
- 6 novembre : traité de Fort Laramie avec les Indiens, qui ne conservent plus que les Dakota[5]. Fin de la première guerre des Sioux qui se battent pour défendre leurs terres sacrées dans les Black Hills. Le gouvernement américain s’engage à fournir des vivres aux Indiens à condition qu’ils ne quittent pas leur réserve. Les Navajos sont autorisés à rejoindre une réserve sur leurs anciens territoires.
- 27 novembre : victoire de l'armée fédérale sur les Arapahos, les Cheyennes et les Lakotas à la bataille de Washita River.
- L’exclusion des listes électorales d’un certain nombre de Confédérés et le refus de nombreux autres de paraître approuver l’action du Congrès en s’y faisant inscrire assure aux Noirs du Sud la majorité (703 000 sur 1 363 000 inscrits). L’opinion se répand qu’ils font désormais la loi et que, peu instruit, ils sont les instruments d’une clique de politiciens républicains corrompus et d’hommes d’affaires venus du nord (les carpetbaggers) et de « collaborateurs » (scalawags, brebis galeuses).
- Boom des fermiers sur les Dakota (1868-1873).
- Les employés du gouvernement fédéral vont désormais bénéficier de la journée de 8 heures.

#### Articles généraux
- Histoire des États-Unis de 1865 à 1918
- Évolution territoriale des États-Unis